# 舞鶴市立若浦中学校
舞鶴市立若浦中学校（まいづるしりつ わかうらちゅうがっこう）は、京都府舞鶴市大波下（おおばしも）にある、公立中学校である。

## 学校紹介
1983年（昭和58年）に、大浦中学校（大浦地区が校区）および、白糸中学校の校区であった朝来地区を校区として設立された。生徒数は2006年5月現在164人。生徒の約3分の1はバス通学である。
校歌は中田喜直作曲、渋谷計二作詞。

## 沿革
- 1983年（昭和58年）4月1日 - 開校

## 進学前小学校
- 舞鶴市立朝来小学校
- 舞鶴市立大浦小学校[1]

## 交通
- JR 舞鶴線 東舞鶴駅から車で約15分
- 京都交通 若浦中学校前バス停下車

## 周辺
- 舞鶴引揚記念館
- 舞鶴クレインブリッジ
- 平工業団地
- 大浦半島

## 出身者
- 川端千都（陸上競技選手）

## 通学区域が隣接している学校
- 舞鶴市立白糸中学校
- （福井県）高浜町立内浦小中学校